# Famille Cybo-Malaspina
La famille Cybo-Malaspina est la maison princière italienne qui régna sur le duché de Massa et Carrare, en Toscane de 1553 à 1790.
À l'origine de cette branche se trouvait le mariage de Ricarda Malaspina (héritière de la famille qui régnait sur Massa-Carrara) avec Lourenço Cybo.

## Histoire
Antonio Alberico II Malaspina (it) avait succédé à son père comme marquis de Massa et seigneur souverain de Carrare en 1481, position qu'il partageait avec son frère Francesco (mort en 1484). En 1483, il se rebella contre Antonio, mais fut vaincu, exilé et assuma le statut de prétendant au trône : sa lignée masculine légitime s'éteignit en 1835. 
Sans héritiers mâles, contrairement aux règles de succession de la famille Malaspina qui excluaient les femmes, Antonio Alberico II désigna, comme successeur des fiefs, la fille aînée qu'il avait de Lucrèce d'Este, Eleonora, qui en 1515 épousa le riche noble génois Scipione Fieschi, comte de Lavagna et patricien de la république de Gênes, afin de profiter du soutien du puissant voisin ; la même année, cependant, la mariée décède.
Une fois la période de deuil passée, l'année suivante, le marquis maria sa deuxième fille Ricciarda (it) au veuf, déjà son beau-frère : le mariage dura quatre ans, jusqu'à la mort du marié, mais le couple n'eut pas d'héritiers mâles. L'année précédente, en 1519, Antonio Alberico II était également décédé et ce fut sa fille qui lui succéda comme souveraine de Massa et Carrare, bien que dans une situation précaire. Jeune (22 ans), veuve, orpheline, avec des droits douteux sur le marquisat (qui étaient contestés par les descendants de son oncle Francesco), la marquise, et sa mère, entrevîrent la solution à ces problèmes dans une relation matrimoniale avec une maison italienne influente, et le 14 mai 1520 Ricciarda se maria une seconde fois avec Lorenzo Cybo (it) (1500-1549), comte de Ferentillo, deuxième fils de Franceschetto Cybo (lui-même fils naturel légitimé du pape Innocent VIII) et de Madeleine de Médicis (fille de Laurent de Médicis dit Le Magnifique) : le marié bénéficiait du soutien de Gênes, qui était sa patrie, et de Rome, d'où son oncle, le pape Léon X, et son frère, le cardinal Innocent Cybo, avaient été les véritables organisateurs du mariage.

## Lignée des Cybo-Malaspina
Du mariage de Ricciarda avec Lorenzo est née la dynastie Cybo-Malaspina (le premier fut Alberico I Cybo-Malaspina). En vertu de l'acte d'investiture de Ricciarda par l'empereur Charles Quint en 1529, la succession féminine était autorisée, quoique bien entendu subordonnée à la succession masculine.
Le dernier représentant fut la duchesse Maria Teresa Cybo-Malaspina (1725-1790), épouse du duc de Modène et Reggio, Herculo III d'Este. La seule survivante de leurs deux enfants, Marie-Béatrice d'Este (1750-1829), sera la duchesse de Massa et princesse de Carrare (mais non la duchesse de Modène et Reggio, car ici la succession était réglée par la loi salique) : à sa mort, l'ancien fief fut annexé au duché de Modène et Reggio, gouverné par son fils aîné François IV de Modène, né de l'union avec Ferdinand de Habsbourg-Lorraine, fils de l'impératrice Marie-Thérèse d'Autriche, union dont est issue la nouvelle lignée de Habsbourg-Este, par disposition précise du contrat de mariage
Cette lignée s'est éteinte en 1875 avec le duc déposé de Modène François V, qui n'avait pas de descendance mâle, mais a été transmise par testament et est toujours florissante en Belgique aujourd'hui.

## Galerie

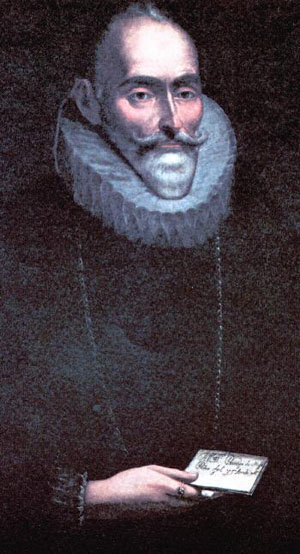
Alberico I Cybo Malaspina.
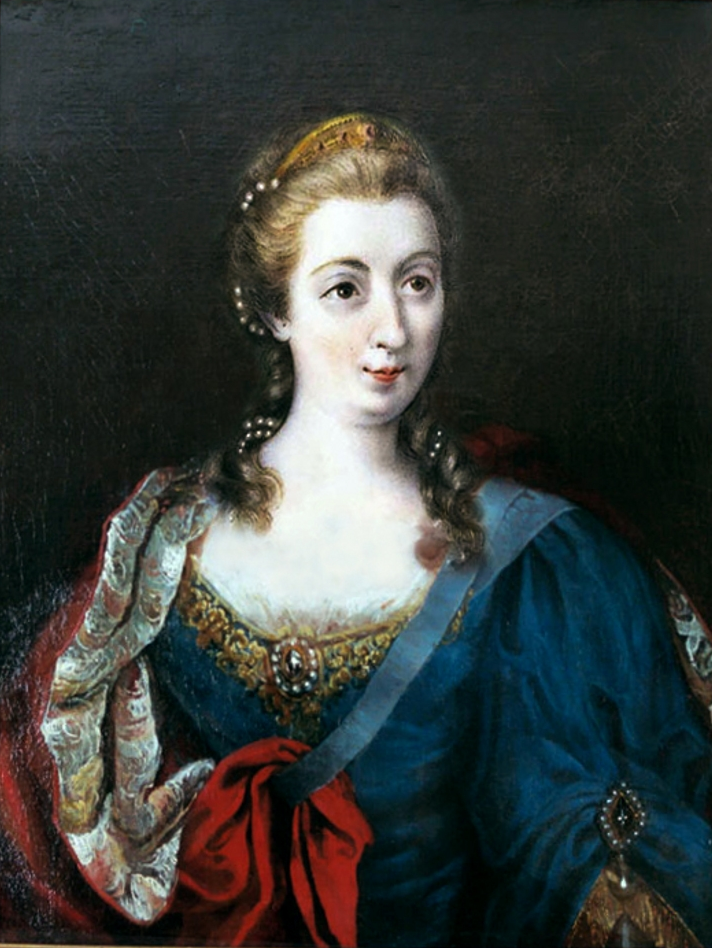
Maria Terese Cybo-Malaspina.

## Pour approfondir